# Men Going Their Own Way

MGTOW-Logo

Men Going Their Own Way (kurz MGTOW, sprich: Migtau; deutsch „Männer, die ihren eigenen Weg gehen“) ist eine antifeministische und in weiten Teilen misogyne Online-Community, die Männer dazu aufruft, Kontakte zu Frauen zu unterlassen, beziehungsweise die Bindung an eine Frau durch eine Ehe oder eheähnliche Gemeinschaft ablehnt. Im Gegensatz zu der Männerrechtsbewegung glaubt die MGTOW-Bewegung, dass die ihrer Auffassung nach zu verweiblichte und gynozentrische Gesellschaft nicht verändert werden könne, und propagiert daher, dass Männer „ihren eigenen Weg“  gehen müssten.

## Geschichte
Die Bewegung entstand Anfang bis Mitte der 2000er-Jahre. Die Ursprünge der MGTOW sind bis heute nicht geklärt, obwohl es vielfältige Verbindungen zur antifeministischen Szene im Internet, der sogenannten Manosphere gibt. Laura Bates identifiziert einen Australier mit dem Pseudonym Solaris und einen Skandinavier mit dem Pseudonym Ragnar als Gründerväter der Bewegung. Anfang 2019 hatte der MGTOW-Subreddit 104.000 Mitglieder und einzelne MGTOW-Foren erzielen 5-stellige Mitgliederzahlen. Auch auf Youtube sind MGTOW-Videos populär: Der bekannteste MGTOW-Vlogger Sandman erreichte mehr als 90 Millionen Videoaufrufe. Im Jahre 2020 gehörten die MGTOW neben den Incels zu den am stärksten wachsenden Gruppen innerhalb der Manosphere. Im August 2021 sperrte Reddit den MGTOW-Subreddit wegen Verstößen gegen die Richtlinien hinsichtlich der Anstiftung zu Gewalt und Verbreitung von Hassrede, woraufhin einige Akteure auf andere Plattformen auswichen wie beispielsweise Instagram.

## Ideologie
Die Tatsache, dass MGTOW in der Vergangenheit eine libertäre Ideologie vertraten, trug zur Abspaltung von der Männerrechtsbewegung, deren Anhänger politischen Aktivismus befürworten, bei. Kern der Ideologie der MGTOW ist die Annahme, dass Männer in einer vermeintlich gynozentrischen Gesellschaft benachteiligt würden und es eine Doppelmoral bei den Geschlechterrollen gebe, die die von Teilen des Feminismus angestrebte Gleichberechtigung in Frage stelle. In MGTOW-Foren werden Frauen oft als Männern unterlegen, manipulativ, verlogen und feministisch indoktriniert dargestellt. Äußerungen, die die Unabhängigkeit von Männern behandeln (beispielsweise Hobbys oder Fragen des Lebensstils als Single) sind in den Online-Communitys der MGTOW in der Minderheit. Die Mehrheit der Postings richtet sich gegen die vermeintlich „böse“ Natur der Frauen und dass Männer von Frauen unterdrückt, missbraucht oder getäuscht worden seien.
MGTOW-Gruppen teilen die in anderen Manosphere-Gruppen verbreitete Überzeugung, dass Frauen bei der Partnersuche und in der Ehe einem ähnlichen Muster folgen würden: Junge und attraktive Frauen seien promiskuitiv und „hypergam“, das heißt, sie hätten Sex mit zahlreichen Männern und verlassen einen Mann, wenn ein „höherwertiger“ Mann Interesse zeigt. Sie teilen Männer in eine wie bei einigen Tierarten existierende Rangordnung ein und glauben, dass Frauen sich zu „Alpha-Männern“ hingezogen fühlen, die zwar attraktiv sind, sie aber schlecht behandeln, und dass dies ihren Glauben an den Feminismus festige. Mit zunehmendem Alter, so die MGTOW-Ideologie, würden Frauen Beziehungen mit „Beta-Männern“ eingehen, die sie materiell und finanziell versorgen, denen sie aber den Sex verweigern würden. Stattdessen würden sie sich außerhalb ihrer Ehe sexuell mit attraktiven Männern betätigen. Schließlich würden die Frauen sich von ihren Männern scheiden lassen und durch Gerichte in Scheidungsverfahren aufgrund eines „weiblichen Privilegs“ bevorzugt werden.
Eine besondere Rolle spielt in der Kommunikation zudem das Thema Vergewaltigung und die Furcht, selbst der Vergewaltigung bezichtigt zu werden, weil Frauen Vergewaltigungsvorwürfe hauptsächlich zum eigenen Vorteil verwenden würden. Des Weiteren spielen Unsicherheiten und Ausbeutung am Arbeitsmarkt eine Rolle in den Diskussionen. Die MGTOW sehen vor allem Männer als Leidtragende dieser Bedingungen, die gesellschaftlich als Brotverdiener gesehen werden. Sie rufen teilweise dazu auf, nur so viel zu arbeiten, wie nötig ist, um das Existenzminimum aufrechtzuerhalten.
Aus dieser Ideologie ergibt sich für die Angehörigen dieser Gesinnungsgemeinschaft ein mehrstufiges, separatistisches Programm: Männer sollten zuerst die gesellschaftlichen Zustände „durchschauen“, wofür die in der Online-Männerrechtsbewegung geläufige Metapher der Roten Pille (engl. red pill) herangezogen wird, die sich auf die Matrix-Filmreihe bezieht. Dann sollten Männer jegliche Beziehungen zu Frauen entweder vollständig abbrechen oder auf ein Minimum reduzieren, um sich letztlich ganz von der Gesellschaft loszusagen. Trotz des Zieles, sich von Frauen abzugrenzen, ist die Rhetorik der MGTOW sehr stark auf Frauen zentriert. In der Ablehnung von Frauen und der oft homo- oder transphoben Abwertung von Männern, die nicht dem in der Szene üblichen Männlichkeitsideal entsprechen, symbolisieren die Nutzer nach Ansicht von Forschern der Universitäten Melbourne und Monash ihre Zugehörigkeit zu den MGTOW und verteidigen – trotz des selbsterklärten Ziels, klassische Geschlechterrollen abzulehnen – ein Bild hegemonialer Männlichkeit.
Die Ideologie ähnelt derjenigen anderer Gruppen der Manosphere (etwa den Incels, mit denen MGTOW u. a. eine sozialdarwinistische Weltanschauung teilen,) lässt sich aber von diesen auch klar abgrenzen. Die MGTOW verschmolzen ab 2015 zunehmend mit der zu diesem Zeitpunkt bekannter werdenden Alt-Right, zu der es weitreichende ideologische Überschneidungen gibt.
Zahlreiche MGTOWs haben vorgeschlagen, dass die Mitglieder der Gemeinschaft ihr Wachstum mit etwas verfolgen können, das sich „The Four Levels of MGTOW“ nennt.
Stufe 0: Situationsbewusstsein: Das Mitglied hat die „rote Pille“ geschluckt und hält die Gleichstellung der Geschlechter für eine Lüge und Propaganda.
Stufe 1: Ablehnung langfristiger Beziehungen: Der Mann lehnt langfristige Beziehungen ab, lässt sich aber dennoch auf kurzfristige Beziehungen und sexuelle Begegnungen ein.
Stufe 2: Ablehnung von Kurzzeitbeziehungen: Das Mitglied lässt sich nicht auf kurzfristige oder sexuelle Beziehungen ein.
Stufe 3: Wirtschaftlicher Rückzug: Ein Mitglied auf dieser Stufe weigert sich, mehr Geld zu verdienen, als für den Lebensunterhalt notwendig ist. Es sieht die Regierung als tyrannisch an und versucht, den Bürokraten aktiv das Geld aus der Tasche zu ziehen.
Stufe 4: Gesellschaftlicher Rückzug: Dies ist die höchste Stufe, die ein radikaler MGTOW erreichen kann. Hier weigert sich der Mann, mit der Gesellschaft zu interagieren.

## Demographie
Jie Liang Lin gab 2017 an, die meisten Anhänger der Community seien heterosexuelle, weiße Männer der Mittelschicht aus Nordamerika und Europa. Laut Jacob Johanssen gab es 2021 keine aussagefähigen Daten über die soziale Klasse der Anhänger; bezugnehmend auf Michael Messmer würde jedoch der aggressive Antifeminismus der Gruppierung eher die Männer aus der Arbeiterklasse ansprechen – im Unterschied zum gemäßigteren, impliziten Antifeminismus der Männerrechtsbewegung, welcher sich eher an die Mittelschicht richte.

## Erklärungsansätze
Jones, Trott und Wright erklären die MGTOW-Gruppen durch die Konzepte toxische, bzw. hegemoniale Männlichkeit. Männer, die gesellschaftlich vorherrschenden Männlichkeitsidealen nicht entsprächen, würden als MGTOW versuchen, sich von diesen loszulösen, aber zugleich Taktiken verwenden, die mit toxischen Aspekten von Männlichkeit verbunden werden (z. B. die Abwertung anderer Männer oder Homophobie). Zudem könne möglicherweise die Selbststilisierung als „normale Männer, die im Leben Schwierigkeiten hatten“ die Attraktivität bei mit ihrem Leben unzufriedenen Männern erklären.
Andrew Manno sieht die Ideologie der MGTOW beeinflusst durch eine Denkweise, die durch eine Kombination aus Neoliberalismus und traditioneller Männlichkeit geprägt wurde. Der Neoliberalismus, der sich seit den 1970ern ausbreitete, beinhaltete eine Politik der Stärkung unternehmerischer Macht und ein Zurückdrängen sozialer Sicherungen und Gewerkschaften, während gleichzeitig kulturell eine Vorstellung von Individualisierung und Selbstunternehmertum vermittelt wurde, in der jeder für seinen Erfolg selbst verantwortlich sei. Eng verbunden damit seien traditionelle und toxische Männlichkeitsvorstellungen. Dies habe gesellschaftlich insbesondere für Männer zu einer auf Unabhängigkeit, Härte, Wettbewerb und Aggression basierenden Denkweise geführt. Die MGTOW würden dieser Denkweise weiter anhängen und bloß Frauen die Schuld geben, dass das System nicht zu ihrem Vorteil funktioniere, anstatt diese Vorstellungen und ökonomischen Paradigmen an sich zu hinterfragen.
Der Kommunikationswissenschaftler und Psychoanalytiker Jacob Johanssen beschreibt ein durch die neoliberale Vormachtstellung und den zeitgenössischen Kapitalismus geprägtes Verständnis von Sexualität, basierend auf Handlungsfreiheit und der Vorstellung, man könne „alles haben, wenn es um Sex geht“. Vermittelt würde dies etwa durch „Hookup“-Apps wie Tinder. Solche ungehemmten Vorstellungen führten aber notwendigerweise zu Enttäuschungen. Infolgedessen wendeten die MGTOW sich „von Frauen ab, während sie gleichzeitig mit dem heterosexuellen Begehren nach ihnen verbunden sind“.

## Rezeption
Die Journalistin und Frauenrechtlerin Laura Bates beschreibt in ihrem Buch Men Who Hate Women, dass in der Community Schilderungen negativer persönlicher Erfahrungen mit Liebesbeziehungen verbreitet seien. Die Ideologie der MGTOW erlaube es Männern, die Schuld für das Scheitern solcher Beziehungen alleine bei als bösartig dargestellten Frauen zu suchen, ohne selbst Verantwortung zu übernehmen. In der Bewegung fänden Männer Zugehörigkeit und das Gefühl, als wahres Opfer verstanden zu werden. Sie ist der Ansicht, dass die Ideologie der MGTOW eine breitere gesellschaftliche Rezeption erfahren habe als die Ideologien anderer Gruppe der Manosphere. Im Zuge der MeToo-Bewegung hätten einige Männer angekündigt, in beruflichen Kontexten Kontakt zu Frauen zu vermeiden, was Bates als Übernahme der unter MGTOW verbreiteten Behauptung sieht, es gebe eine sehr große Zahl von falschen Belästigungs- und Vergewaltigungsvorwürfen durch Frauen. Wenn Männer, anstatt auf sexuell übergriffiges Verhalten zu verzichten, ganz auf Kontakte zu Frauen verzichteten oder angaben, Frauen nicht mehr einstellen zu wollen, seien Frauen im Berufsleben benachteiligt.
Jacob Johanssen betont, dass die Diskurse um männliche Autonomie nicht notwendigerweise zu kritisieren seien, dafür jedoch die Misogynie und der Hass, der in der Gruppierung gefunden werden könne.